# Karitas Tómasdóttir
Karitas Tómasdóttir (Hella, 19 settembre 1995) è una calciatrice islandese, centrocampista del Breiðablik e della nazionale islandese.

## Carriera
Nata a Hella, figlia di Tomas e Olafia e cresciuta nella contea della Rangárvallasýsla, Tómasdóttir si avvicina al calcio fin da giovanissima ma dopo i primi anni di scuola, vedendo che le coetanee preferivano la pallacanestro ai calci a un pallone e non superando la timidezza di poter continuare in una squadra di ragazzini, decide di seguire le pari età in questa disciplina sportiva.
Dopo essersi allenata con i giocatori della seconda squadra del Selfoss decide di tornare a giocare a calcio nel 2012, sottoscrivendo un contratto l'anno seguente con la società della cittadina della regione di Suðurland.

### Club e calcio universitario
Con la maglia del Selfoss già dal 2013 è in rosa con la prima squadra guidata dal tecnico Björn Kristinn Björnsson che disputa l'Úrvalsdeild kvenna, livello di vertice del campionato islandese di categoria, facendo il suo debutto in campionato già alla 1ª giornata, il 7 maggio, nell'incontro vinto 2-0 il trasferta sul Þróttur. Per i primi due anni e mezzo condivide il percorso della squadra che rimane in posizioni di media classifica lontana dalla zona retrocessione, siglando anche il suo primo gol contribuendo alla vittoria per 4-0 sul Fylkir nel campionato 2014.
Nell'estate 2015 Tómasdóttir decide di trasferirsi negli Stati Uniti d'America per completare il suo percorso scolastico iscrivendosi alla Texas Christian University di Fort Worth, dove continua l'attività agonistica giocando per la squadra di calcio femminile universitario dell'istituto, le TCU Horned Frogs, disputando il NCAA Women's Division I Soccer Championship per i seguenti tre anni di studi in Texas.
Nel gennaio 2017 il Breiðablik rende noto il rinnovo del contratto per Tómasdóttir e l'attaccante Eva Lind Elíasdóttir, tuttavia la centrocampista rimane negli Stati Uniti per completare il suo percorso scolastico.

### Nazionale
Tómasdóttir viene convocata per la prima volta dalla Federcalcio islandese nel 2014, vestendo inizialmente la maglia della formazione under 19, chiamata in occasione della doppia amichevole con le pari età della Finlandia dell'11 e 13 aprile per poi essere confermata in rosa con la squadra impegnata alla seconda fase di qualificazione all'Europeo di Norvegia 2014.

## Palmarès

### Club
- Campionato islandese: 1

Breiðablik: 2024
- Coppa d'Islanda: 2

Selfoss: 2019
Breiðablik: 2021
- Supercoppa islandese: 1

Selfoss: 2020